# Liste der Monuments historiques in Fontaines-sur-Marne
Die Liste der Monuments historiques in Fontaines-sur-Marne führt die Monuments historiques in der französischen Gemeinde Fontaines-sur-Marne auf.

## Liste der Immobilien
| Bezeichnung              | Beschreibung                                                                     | Standort                     | Kennzeichnung | Schutzstatus | Datum | Bild           |
| ------------------------ | -------------------------------------------------------------------------------- | ---------------------------- | ------------- | ------------ | ----- | -------------- |
| Aquädukt                 | gallorömisch, zur Versorgung der leukischen Siedlung auf dem Châtelet de Gourzon | nordöstlich des Ortes (Lage) | PA00079059    | Classé       | 1883  |                |
| Menhir de la Haute-Borne |                                                                                  | nordöstlich des Ortes (Lage) | PA00079060    | Classé       | 1883  | weitere Bilder |